# 小乙下
小乙下（しょうおつげ）は、649年から685年まで日本で用いられた冠位である。664年を境に順位が変わり、下から2番目か3番目にあたる低い冠位であった。上は小乙上から小乙中、下は立身から大建に変わった。

## 概要
大化5年2月に、冠位十九階の制で導入された。前の七色十三階冠の小黒が小乙上と小乙下に分割されたうちの一つである。小乙下は19階中18位で、最下位は立身であった。
天智天皇3年（664年）2月9日の冠位二十六階制で、小乙は上・中・下に三分されることになった。小乙下は26階中24階で下から3番目になり、上は小乙中、下は大建となった。
天武天皇14年（685年）の冠位四十八階では冠位の命名方法が一新し、小乙下は廃止になった。

## 叙位された人物
『日本書紀』では三つの記事でこの冠位を授かった人物が現れる。中臣間人老は、白雉5年（654年）2月の遣唐使の一員である。沙尼具那と青蒜は斉明天皇4年（658年）の阿倍比羅夫北征で降った蝦夷で、都に上って饗応され、冠位を授けられた。都岐沙羅柵と渟足柵の柵造も同じ冠位になった。遣多禰島小使の上光父は、大使で大乙下の倭馬飼部連とともに天武天皇8年（679年）に多禰島に派遣された。
『正倉院文書』の中にある「他田日奉部直神護解」には、神護の祖父で小乙下の忍が、孝徳天皇の時代に下総国海上郡の少領だったと書かれている。また『常陸国風土記』には、白雉4年（653年）に大建の那珂国造壬生夫子とともに行方郡新設に携わった茨城国造の壬生麿が、小乙下とある。
- 他田日奉部忍 - 孝徳天皇代（645年 - 654年）。海上郡少領。
- 壬生麿 - 白雉4年（653年）見。茨城国造。
- 中臣間人老 - 白雉5年（654年）2月見。遣唐判官。
- 沙尼具那 - 斉明天皇4年（658年）7月4日叙位。渟代郡大領。
- 青蒜 - 斉明天皇4年（658年）7月4日叙位。津軽郡少領。
- 不詳 - 斉明天皇4年（658年）7月4日叙位。都岐沙羅柵造。
- 大伴稲積 - 斉明天皇4年（658年）7月4日叙位。渟足柵造。
- 上光父 - 天武天皇8年（679年）11月23日見。遣多禰島小使。

## 木簡に記された冠位
飛鳥京跡から出土した木簡の中に2つ、小乙下と記されたものがある。一つは1975年度の第51調査で見つかったもので、「小乙下階」とあった。一緒に「小山上」「大花下」と記された木簡も発見され、大花下の存続時期から、649年から664年の間というところまで絞り込める。
もう一つは削り屑に「小乙下」とあるもので、1984年度の第104次調査で見付かった。「大乙下」、「辛巳年」「閏月」といった削り屑も一緒に出た。天武天皇10年（681年）の干支が辛巳年で閏月も持つ。